# Mouvement de libération nationale (Russie)
Pour les articles homonymes, voir Mouvement de libération nationale (homonymie).
Mouvement de libération nationale (MLN) est un mouvement politique russe. Les premières mentions du mouvement se réfèrent à novembre 2012,,. Ses militants affirment que MLN est une organisation sans personnalité juridique.
MLN considère le rétablissement de la souveraineté de la fédération de Russie comme son objectif. Le mouvement agit en faveur de la formation national et l'intégrité territoriale de l’État.

## Description
Les activités de MLN sont exprimées dans la propagation de leur idéologie et le changement de la conscience sociale par la participation à des piquets de grève et des rassemblements, la distribution de matériel de campagne, le travail personnel avec les responsables gouvernementaux et autres.
Parmi les activités du mouvement figurent également l'opposition aux révolutions de couleur (soi-disant « la composante de rue ») et le « service de renseignement » contre les opposants à la souveraineté.
En 2016, les militants ont participé activement à la vie politique du pays et, en particulier, un certain nombre de participants à MLN ont été élus à la Douma d'Etat de la fédération de Russie.